# Властовский, Владимир Георгиевич
Владимир Георгиевич Власто́вский (7 марта 1925, Москва — 3 декабря 1993, там же) — доктор биологических наук, заместитель директора НИИ и Музея антропологии МГУ.

## Биография
Родился в Москве. Участник Великой Отечественной войны.
Окончил биолого-почвенного факультет МГУ, кафедра антропологии (1949).
С 1953 по 1959 и с 1971 по 1992 год работал в Институте антропологии МГУ, в 1975-83 заместитель директора. В 1959—1971 заведующий лабораторией физического развития детей и подростков Института гигиены детей и подростков АМН СССР.
Кандидат биологических наук (1958, тема диссертации Некоторые закономерности изменчивости и корреляций элементов скелета человека и животных на примере трубчатых костей).
Доктор биологических наук (1971, тема диссертации Типология физического развития детей в свете акцелерации роста и развития поколений).
Автор научных работ по сравнительной анатомии человека и животных, морфологической изменчивости скелета человека, возрастной (детской и подростковой) антропологии. Под его руководством было проведено первое в России лонгитюдное исследование детей и подростков по широкой морфофизиологической программе (1960-69).
Является одним из авторов Энциклопедического словаря медицинских терминов (в 3-х т. М.: Сов. энциклопедия. 1982—1984) и 3-го издания Большой медицинской энциклопедии.

## Сочинения
- Акцелерация роста и развития детей: эпохальная и внутригрупповая. — Изд-во Моск. ун-та, 1976. — 278 с. — 7300 экз.
- Морфология человека : [Учеб. пособие для биол. спец.] / Под ред. Б. А. Никитюка, В. П. Чтецова. — М. : Изд-во Моск. ун-та, 1983. — 320 с. — 13 450 экз. (в соавт. с М. С. Войно, Т. Д. Гладкова и др.).
- Сравнительный анализ корреляций на примере трубчатых костей человека и животных // Советская антропология. — 1958. — № 2.
- Об определении углов на длинных костях скелета // Вопросы антропологии. — 1967. — Вып. 8.
- Об изменении за последние 50 лет размеров тела взрослых мужчин и женщин г. Москвы в зависимости от их года рождения // Вопросы антропологии. — 1969. — Вып. 33. — С. 34—35 (в соавт. с П. И. Зенкевич).
- Физическое развитие и некоторые критерии соматической зрелости детей и подростков г. Москвы (продольные наблюдения 1960-1970 гг.) // Материалы по физическому развитию детей и подростков городов и сельских местностей СССР. — М. : Медицина, 1977. — Вып. 3. — С. 66—91 (в соавт. В. Г. Ужви, Ю. А. Ямпольской).
- Большая медицинская энциклопедия : в 30 т.. — Изд. 3-е. — М. : Советская энциклопедия, 1974—1989 (Акцелерация. — Т. 1. — С. 216—219. — 1974 (в соавт. с С. М. Громбахом, Ю. П. Лисицыным); Брахиморфия. — Т. 3. — С. 372. — 1976; Краниометрия. — Т. 11. — С. 480. — 1979; Мезоцефалия. — Т. 14. — С. 482. — 1980; Палеоантропология. — Т. 18. — С. 232—233. — 1982).